# Nicola Antonio Spinelli
Nicola Antonio Spinelli, CR (1583 – 23 de setembro de 1634) foi um prelado católico romano que serviu como bispo de Alessano (1612–1634).

## Biografia
Nicola Antonio Spinelli nasceu em 1583 em Nápoles, na Itália, e foi ordenado sacerdote na Congregação dos Clérigos Regulares da Divina Providência. No dia 16 de julho de 1612, foi nomeado durante o papado de Paulo V como Bispo de Alessano. A 1 de agosto de 1612, foi consagrado bispo por Bonifazio Caetani, bispo de Cassano all'Jonio, com Giovanni Battista del Tufo, bispo emérito de Acerra, e Domingo de Oña, bispo de Gaeta, servindo como co-consagradores. Spinelli serviu como Bispo de Alessano até à sua morte a 23 de setembro de 1634.